# Eduardo Rózsa-Flores
Eduardo Rózsa-Flores (Santa Cruz (Bolivia), 31 maart 1960 - aldaar, 16 april 2009) was een Hongaars acteur, schrijver, dichter en journalist. Zijn vader Jorge Rózsa, was een Hongaars kunstenaar met communistische sympathieën, die in Colombia de Spaanse Nelly Flores had leren kennen. Het gezin ging nadien naar Chili wonen, maar ontvluchtte het land naar Zweden en Hongarije, na de machtsovername door Pinochet.
Eduardo Rózsa-Flores studeerde journalistiek en taalkunde en werkte als journalist en correspondent voor onder meer het Spaanse Vanguardia en de BBC World Service. In juni 1991 vocht hij mee in de Kroatische onafhankelijkheidsoorlog. Zijn eerste boek, over deze oorlog, Mocskos Háború (Vuile Oorlog), verscheen in 1994. Daarnaast publiceerde hij ook verschillende gedichtenbundels. Hij trad ook op in een aantal films en televisieprogramma's en maakte documentaires. In 2003 bekeerde hij zich tot de islam.
In april 2009 werd hij doodgeschoten door de Boliviaanse politie toen die zijn hotelkamer binnenviel. Rózsa-Flores werd ervan verdacht een aanslag op de Boliviaanse president Evo Morales te willen plegen.